# Natalie Glebova

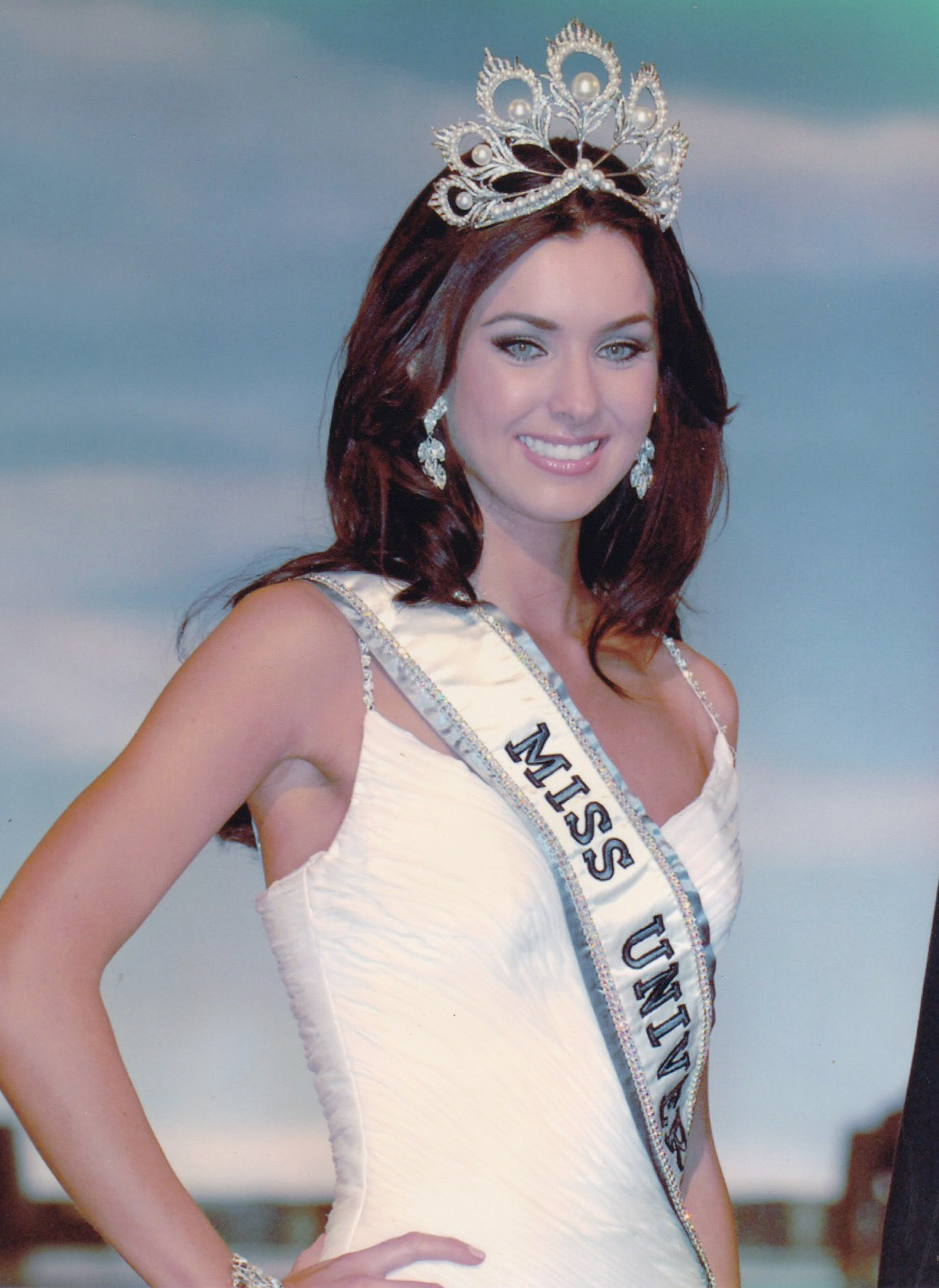
Natalie Glebova (2005)

Natalie Glebova (russisch Наталья Владимировна Глебова, * 11. November 1981 in Tuapse als Natalia Vladimirovna Glebova) ist eine russisch-kanadische Schönheitskönigin und 2005 Gewinnerin der Miss Kanada und Miss Universe.

## Leben
Glebova wurde in Tuapse, Russland geboren. Sie spielt klassisches Klavier und wurde im Alter von 12 Jahren an einer professionellen Musikschule unterrichtet. Außerdem gewann sie verschiedene regionale Meisterschaften in Rhythmischer Sportgymnastik. Sie wanderte im Alter von 13 Jahren mit ihren Eltern nach Toronto, Kanada aus.
Sie arbeitete als Model und erhielt ihren Abschluss als Bachelor of Commerce in IT-Management und -Marketing an der Ryerson University in Toronto. Außerdem arbeitete sie als Motivationstrainer an Grundschulen und Highschools.
Sie heiratete im April 2007 den thailändischen Tennisspieler Paradorn Srichaphan, den sie 2006 bei den Thailand Open kennenlernte. Seit 2011 sind sie geschieden.
2008 nahm sie an der Reality-Spielshow The Amazing Race Asia 3 teil und erreichte mit ihrer Partnerin Pailin Rungratanasunthorn Platz acht.

## Schönheitswettbewerbe
Das erste Mal nahm Glebova 2004 an der Wahl zur Miss Kanada teil und erreichte dort Platz vier. Im darauffolgenden Jahr trat sie erneut an und gewann die Wahl.
Als Miss Kanada nahm Glebova an der Miss Universe-Wahl 2005 teil. Bei jedem Auftritt zeigte sie die traditionelle thailändische Geste Wai. Damit sicherte sie sich die Sympathie der thailändischen Zuschauer und Jurymitglieder, gewann die Wahl und wurde zur zweiten kanadischen Miss Universe gekrönt.